# Magyar történelmi zászlósor
A magyar történelmi zászlók egy csoportja magyar történelmi zászlósor néven (vagy egyszerűen történelmi zászlók megnevezés alatt) ismert zászlók együttese 1985 óta része a magyar katonai, állami és helyi ünnepségeknek. A 24 darabból álló zászlósor a magyar hadi múlt legjellemzőbb zászlótípusait vagy a magyar hadtörténet leghíresebb korszakaihoz kapcsolódó zászlókat vonultatja fel. Eredetileg 1985. április 4-ére, a Magyarország felszabadításának 40. évfordulója alkalmából rendezett díszszemlére készíttették el: akkor 17 darabból állt, és helyet kapott benne a Tanácsköztársaság és a kommunista Nógrádi Sándor vezette partizánegység lobogója is.
A zászlósor 2021-ben egy újabb zászlóval egészült ki, egy XVIII. század elejéről származó székely gyalogsági zászlóval, melynek ábrázolása a  Drezdai Királyi Könyvtárban őrzött zászlókódexben maradt fenn.

## A magyar történelmi zászlósor zászlói időrendi sorrendben
1. Honfoglalás kori zászló
2. Szent István király zászlaja
3. Az Árpád-házi királyok árpád-sávos zászlaja
4. Az Árpád-házi királyok kettős-keresztes zászlaja
5. Az Anjouk királyi zászlaja
6. Hunyadi János kormányzó zászlaja
7. Mátyás király fekete seregének zászlaja
8. Zrínyi Miklós zászlaja
9. A Nyitra vármegyei nemesi felkelők zászlaja a török időkből
10. Bocskai hajdúhadnagyának zászlaja
11. Bethlen Gábor fejedelem zászlaja
12. Thököly Imre fejedelem zászlaja
13. Gyalogsági zászló székely jelképekkel a XVII. század elejéről
14. II. Rákóczi Ferenc fejedelem zászlaja
15. II. Rákóczi Ferenc lovasságának zászlaja
16. A Baranyay huszárezred 18. századi zászlaja
17. A jászkun huszárok zászlaja az 1770-es évekből
18. A Pest vármegyei nemesi felkelők zászlaja a napóleoni háborúk idejéből
19. 1848-as lovassági zászló
20. A Magyar Királyi Honvédség zászlaja 1869-ből
21. A Magyar Királyi Honvédség zászlaja 1938-ból
22. A demokratikus honvédség zászlaja 1949-ből
23. Az 1956-os lyukas zászló
24. A Magyar Honvédség zászlaja 1990-ből

## GalériaArchiválva2008. július 27-idátummal aWayback Machine-ben

1. Honfoglalás kori zászló
2. Szent István király zászlaja
3. Az Árpád-házi királyok családi zászlaja
4. Árpád-házi királyi zászló a 12. század végétől
5. Anjou-királyi zászló
6. Hunyadi János kormányzó zászlaja
7. A Fekete sereg zászlaja
11. Bethlen Gábor erdélyi fejedelem zászlaja 1615-ből
13. Rákóczi fejedelem zászlaja
19. Az 1869-ben rendszeresített (1869. mintájú) magyar királyi honvéd zászlóalj zászlajának előlapja
20. Az 1938-ban rendszeresített (1938. mintájú) magyar királyi honvéd lovassági zászló hátlapja
21. Az 1949-ben rendszeresített (1949 mintájú) csapatzászló
22. Az 1956-os lyukas zászló
23. Az 1990-ben rendszeresített (1990 mintájú) csapatzászló

## Alkalmazásuk
Cs. Kotra Györgyi, a Hadtörténeti Intézet és Múzeum muzeológusa szerint:
„A teljes történelmi zászlósor 23 darabból áll, de ezekből mindig az alkalomnak megfelelően válogatnak, például a március 15-i ünnepen mind a két '48-as lobogó ott van, augusztus 20-án több az Árpád-házi zászló, az '56-os ünnepeken pedig inkább a 20. század felé tolódik el az arány.”

## Jogi háttér
A 2004. évi CV. törvény a honvédelemről és a Magyar Honvédségről rendelkezése szerint:
 Katonai jelképek: a csapatzászló, a zászlószalag, a hadilobogó, az árbócszalag, a történelmi zászlósor és a felségjel. (XIII./140.(1))
A történelmi zászlósor a magyar történelem kiemelkedő hadieseményeinek, valamint állandó hadseregeinek zászlóiból áll. A történelmi zászlósor nemzeti ünnepek állami rendezvényein, illetve kiemelkedő katonai rendezvényen katonai tiszteletadással vonultatható fel.(XIII./143.)
A zászlósor részletes leírását Magyarország honvédelmi miniszterének 15/2021. (VIII. 11.) számú rendelete tartalmazza (5. számú melléklet).